# Jean-Luc Schneider
Pour les articles homonymes, voir Schneider.
Jean-Luc Schneider est un responsable religieux français né le 18 septembre 1959 à Strasbourg. Il est depuis 2013 l'apôtre-patriarche de l'Église néo-apostolique.

## Biographie
Jean-Luc Schneider, né à Strasbourg le 18 septembre 1959, est l'aîné d'une famille de trois enfants. Il est marié et père de deux filles.
Après ses études dans une école de commerce, il fait carrière au Gaz de Strasbourg et en devient le directeur administratif et financier. 
De confession néo-apostolique, il reçoit le ministère de sous-diacre le 10 janvier 1980. Il consacre alors une partie de son temps à l'Église et reçoit en 1985 le ministère de prêtre puis « évangéliste » en 1989. Le 1er janvier 1993 il est ordonné « berger » puis, le 14 novembre de la même année, il est ordonné « ancien de district ». Il démissionne de son activité professionnelle en 2003 pour recevoir le ministère d'apôtre et se consacrer à plein temps à l'Église néo-apostolique. Le 26 septembre 2004, il est ordonné « apôtre de district » et devient ainsi responsable de l'Église néo-apostolique de France. 
Le 27 mai 2012, l'apôtre-patriarche Wilhelm Leber alors en fonction le nomme « apôtre-patriarche » adjoint, le désignant par la même occasion comme son successeur. Lors du service divin de Pentecôte du 19 mai 2013 il est ordonné apôtre-patriarche par l'apôtre-patriarche Wilhelm Leber qui prend ainsi en même temps sa retraite.

### Ministères
- 10 janvier 1980 : sous-diacre
- 24 novembre 1985 : prêtre
- 17 septembre 1989 : « évangéliste »
- 1er janvier 1993 : « berger »
- 14 novembre 1993 : « ancien de district »
- 22 juin 2003 : « apôtre » avec la charge d'apôtre de district adjoint
- 26 septembre 2004 : apôtre de district
- 27 mai 2012 : charge d'apôtre-patriarche adjoint
- 19 mai 2013 : « apôtre-patriarche »